# Западноафриканская кошачья акула
Западноафриканская кошачья акула (лат. Scyliorhinus cervigoni) — малоизученный вид глубоководных морских хрящевых рыб семейства кошачьих акул отряда кархаринообразных. Эндемик в западной части Атлантического океана. Максимальный размер более 80 см. Рацион состоит из костистых рыб. Размножается, откладывая яйца.

## Таксономия
Впервые вид был описан в журнале «Revue des Travaux de l’Institut des Pêches Maritimes» в 1970 году. Голотип утрачен. Вид назван в честь Фернандо Червигона, обеспечившего материал для исследований.

## Ареал
Западноафриканская кошачья акула является эндемиком западно-африканского побережья, она встречается от Мавритании до Анголы. Эти донные акулы обитают на внешнем крае континентального шельфа и в верхней части материкового склона на глубине 45—500 при температуре 11—16°С, солёности 36 ‰ и содержании кислорода 1,0—1,6 мл/л.

## Описание
У западноафриканской кошачьей акулы плотное, коренастое тело. Голова широкая и плоская. Ширина головы составляет 2/3 от её длины. Ноздри разделены кожаными складками. В углах рта на нижней челюсти имеются губные борозды. Второй спинной плавник существенно меньше первого. Основание первого спинного плавника находится позади основания брюшных плавников, а основание второго спинного плавника — над серединой основания анального плавника. Интердорсальное расстояние немного меньше основания анального плавника. Довольно грубая кожа покрыта крупными приподнятыми плакоидными чешуйками. Бока покрыты многочисленными тёмными пятнышками, кроме того, на спине имеются 8—9 седловидных отметин. Светлые отметины отсутствуют. Максимальный размер свыше 80 см.

## Биология
Западноафриканские кошачьи акулы размножаются, вероятно, откладывая яйца. Длина капсул, в которые заключены яйца, составляет 8 см, а ширина — 3 см. Рацион состоит костистых рыб. Самцы достигают половой зрелости при длине 65 см.

## Взаимодействие с человеком
Этот вид не представляет опасности для человека. Коммерческой ценности не имеет. Иногда в качестве прилова попадает в рыболовные сети. Данных для оценки статуса сохранности недостаточно.